# Jean Origet
Jean Origet, né le 6 octobre 1749 à Limoges et mort le 12 mars 1828 à Tours, est un médecin tourangeau connu pour être membre de la Société royale de médecine de Paris et créateur de la société médicale d'Indre-et-Loire.

## Biographie
Jean Origet est né le 6 octobre 1749 à Limoges et mort le 12 mars 1828 à Tours. Élève chez les Jésuites, il choisit d'effectuer des études de médecine et devient docteur le 1er février 1773. 
Il participe à la réfection de l'Hôtel-Dieu de Tours dont il est médecin à partir de 1794. 
En 1796 il est nommé médecin au dépôt de mendicité et médecin des épidémies. 
En 1801 il devient vice-président de la société médicale d'Indre-et-Loire. 
Il est agrégé au Collège royal de médecine de Tours.
Il mène une vie « toute de dignité et de bienfaisance » selon l'hommage qui est rendu par le Professeur Le Double lors de la célébration du centenaire de la société médicale d'Indre-et-Loire.

## Fonds déposé aux Archives départementales d'Indre-et-Loire
En 2021, les Archives départementales d'Indre-et-Loire reçoivent en don 18 livres de médecine du XVIIIe siècle ayant appartenu à Jean Origet. Ce fonds traite d'anatomie, de pharmacopée et de chirurgie.